# Natalija Uschwij

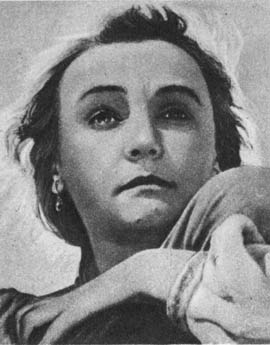
Natalija Uschwij

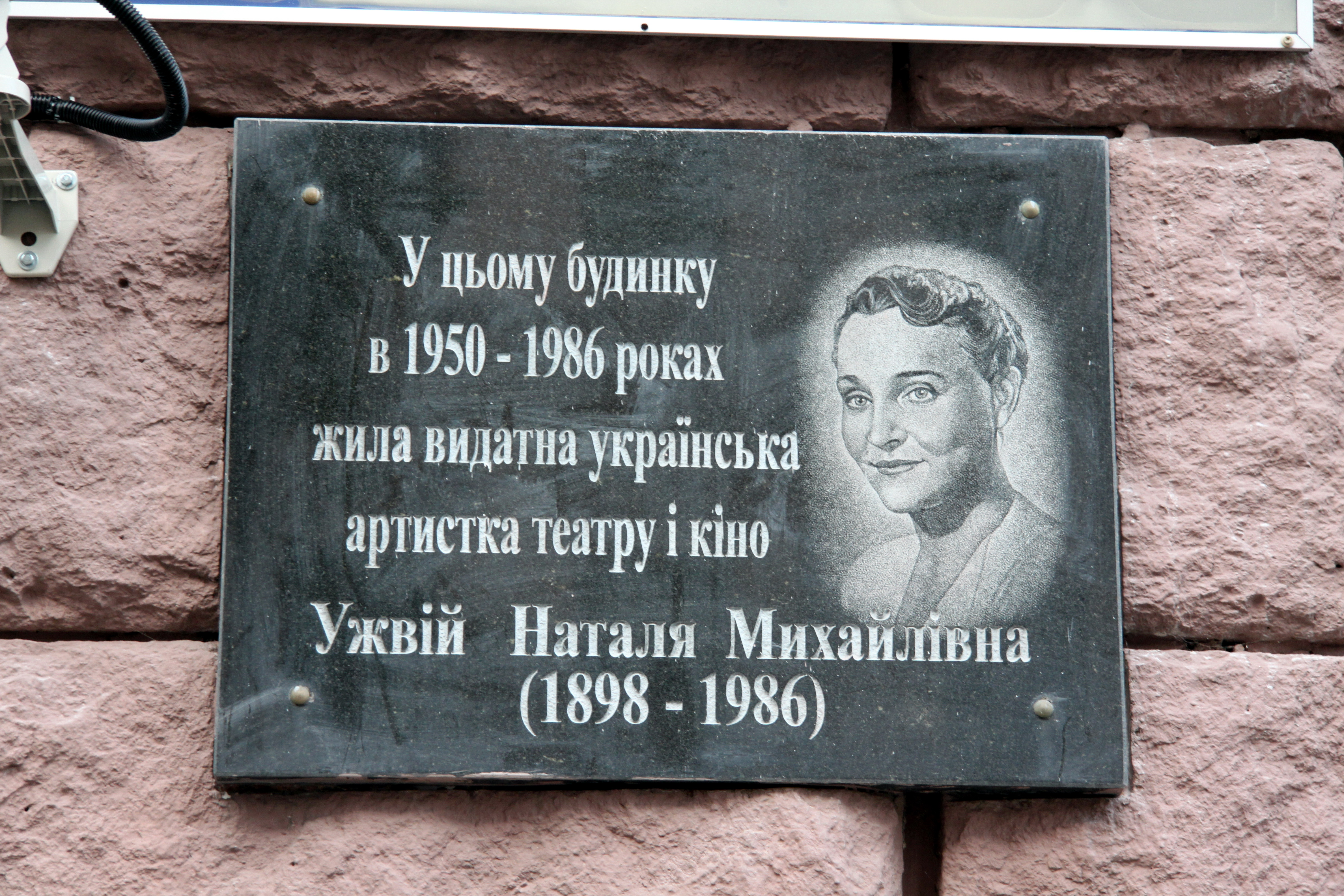
Gedenktafel an ihrem Wohnhaus in Kiew

Natalija Mychailiwna Uschwij (* 27. Augustjul. / 8. September 1898greg. in Ljuboml, Gouvernement Wolhynien, Russisches Kaiserreich; † 22. Juli 1986 in Kiew, Ukrainische SSR) war eine ukrainisch-sowjetische Film- und Theaterschauspielerin.

## Leben
Natalija Uschwij kam in Ljuboml in der heutigen ukrainischen Oblast Wolyn in eine Bauernfamilie zur Welt. Zwischen 1915 und 1918 arbeitete sie als Dorfschullehrerin in Wolhynien und dem Gouvernement Poltawa.
1918 begann sie mit der Schauspielerei in einer Amateur-Theatergruppe in der Oblast Tscherkassy und ab 1922 spielte sie an verschiedenen Theaterhäusern in der Ukraine, unter anderem in Odessa und Charkiw. 1926 spielte sie ihre erste Filmrolle. Von 1936 an bis zu ihrem Lebensende war Uschwij Schauspielerin am Iwan-Franko-Schauspielhaus in Kiew. Zwischen 1954 und 1971 leitete sie die ukrainische Theatergesellschaft. Während ihrer langjährigen Bühnentätigkeit hat Natalija Uschwij mehr als 200 Rollen gespielt.
Sie war in erster Ehe mit dem Dichter Mychajlo Semenko verheiratet, der 1937 dem Stalinistischen Terror zum Opfer fiel. Aus der 1936 geschiedenen Ehe ging ein 1951 verstorbener Sohn hervor. In zweiter Ehe war Uschwij mit dem ukrainischen Schauspieler Jewhen Ponomarenko (Євген Порфирович Пономаренко, 1909–1994) verheiratet.
Sie starb in Kiew und wurde auf dem Baikowe-Friedhof beerdigt.

## Filmografie
- 1973 Poj pesnju, poet
- 1961 Ukrainskaja rapsodija
- 1957 Bes westi propawschi
- 1956 Trista let tomu...
- 1955 Plamja gnewa
- 1955 Semlja
- 1954 Kalinowaja roschtscha
- 1952 Ukradennoe stschaste
- 1951 Gesprengte Fesseln (Taras Schewtschenko)
- 1944 Raduga
- 1943 Partisany w stepjach Ukrainy
- 1939 Wyborger Seite
- 1938 Mitka Leljuk
- 1938 Maiskaja notsch
- 1937 Nasar Stodolja
- 1936 Ja ljublju
- 1936 Prometei

Quelle:

## Ehrungen
Natalija Uschwij erhielt zahlreiche Orden und Ehrungen. Darunter:
- Orden des Roten Banners der Arbeit u. a. 1939, 1948, 1951[1]
- Leninorden 1944, 1960, 1968, 1973[1]
- Held der sozialistischen Arbeit 1973[1]
- Taras-Schewtschenko-Preis 1984[4]
- Orden der Völkerfreundschaft 1978[1]

Die ukrainische Post gab zu ihrem 100. Geburtstag 1998 eine Briefmarke und die ukrainische Nationalbank gab zu ihrem 110. Geburtstag 2008 eine Zwei-Hrywnja-Gedenkmünze mit ihrem Konterfei heraus.